# Wohnau
Wohnau ist ein Gemeindeteil der Gemeinde Knetzgau im unterfränkischen Landkreis Haßberge in Bayern.

## Geografische Lage
Das Kirchdorf Wohnau liegt im äußersten Südwesten des Knetzgauer Gemeindegebiets. Weiter nördlich beginnt das Gemeindegebiet von Wonfurt, der Gemeindeteil Reinhardswinden liegt Wohnau am nächsten. Im Nordosten liegt der Knetzgauer Gemeindeteil Oberschwappach, während im Osten Eschenau zu finden ist. Südlich erhebt sich der Forst Hundelshausen, ein gemeindefreies Gebiet im Landkreis Schweinfurt. Westlich beginnt die Gemarkung von Falkenstein, ein Donnersdorfer Gemeindeteil im Landkreis Schweinfurt.

## Geschichte
Das Dorf Wohnau tauchte erstmals im Jahr 1340 in den Quellen auf. Damals wurde es „Wunnawe“ genannt, was als Wiesenau gedeutet werden kann. Das Dorf war im Mittelalter lange Zeit dem Amt Gerolzhofen im Hochstift Würzburg zugeordnet. Später hatte auch das Zisterzienserkloster Ebrach hier einige Besitzungen. Die Verbindung nach Gerolzhofen blieb auch noch im 20. Jahrhundert bestehen, da Wohnau Teil des Landkreises Gerolzhofen wurde. Am 1. Januar 1973 wurde die Gemeinde Wohnau im Zuge der Gebietsreform in Bayern in die Gemeinde Knetzgau, Landkreis Haßberge, eingegliedert.

## Kultur und Sehenswürdigkeiten

### Baudenkmäler
Den Mittelpunkt des Dorfes bildet die katholische Filialkirche. Sie ist dem heiligen Wendelin geweiht und entstand im Jahr 1753. Statt eines Turmes wurde dem Gotteshaus auf der Chorseite ein achtseitiger Dachreiter mit Kuppel aufgesetzt. Um 1700 wurde bereits der Altar geschaffen, das Altarblatt, das den heiligen Wendelin zeigt, kam erst im 19. Jahrhundert in die Kirche. Neben einer kleinen Kriegergedächtnisstätte hat sich eine Rokoko-Figurengruppe der Anna selbdritt erhalten.
Weitere Baudenkmäler sind die vielen Hofpforten, die sich in Wohnau erhalten haben. Sie entstanden im 18. und 19. Jahrhundert und wurden zumeist im Stil des Barock geschaffen. Alle Hoftore sind aus Sandstein gearbeitet. In den sogenannten Saarwiesen am Ortsrand steht außerdem ein großes Kruzifix aus dem Jahr 1890.

### Sage
Ein Wohnauer Mann verehrte einst eine Frau aus dem benachbarten Oberschwappach. Als er wieder einmal zu seiner Angebeteten eilen wollte, traf er auf einen Greis, der ihn warnte. Die Frau sei eine Hexe und ihr deshalb nicht zu trauen. Der Verliebte ging trotzdem zu ihr, wollte sie nun aber selbst von der Unschuld seiner Freundin überzeugen. Er schlich sich kurz bevor sie sich immer schlafen legte unter den Strohsack und wartete ab.
Kurze Zeit später kam das Mädchen und legte sich tatsächlich zum Schlafen nieder. Als jedoch die Turmuhr Mitternacht schlug, erwachte sie plötzlich, kramte in einer Truhe nach einem Kranz aus Kräutern, legte ihn auf den Boden und sprach einige unverständliche Worte. Daraufhin hüpfte sie in den Kräuterkreis und verwandelte sich in eine Katze. Der Mann erschrak in seinem Versteck und wollte den Namen der Frau rufen, unterließ es jedoch dann.
Später verwandelte sich die Frau wieder zurück. Am nächsten Tag stellte der Mann das Mädchen zur Rede. Sie weigerte sich zuzugeben, dass sie eine Hexe sei und bestritt die nächtliche Verwandlung. Erst als der Junge beschrieb, dass er die Katze fast bei ihrem Namen gerufen hätte, gestand das Mädchen alles. Er hatte sie vor dem Schicksal bewahrt, ewig eine Katze bleiben zu müssen.